# I ragazzi della porta accanto
I ragazzi della porta accanto (The Boys Next Door) è un film del 1985 diretto da Penelope Spheeris con Maxwell Caulfield e Charlie Sheen.
Viene raccontata l'avventura di una breve vacanza a Los Angeles di Roy Alston e Bo Richards, due ragazzi che iniziano con piccoli vandalismi finendo in un vortice di violenza difficilmente arrestabile.

## Trama
Roy Alston e il suo amico Bo Richards sono due giovani emarginati della comunità scolastica. Bo riceve 200 dollari come regalo di laurea dai nonni e, dovendo affrontare una vita di lavori manuali in fabbrica, i due decidono di usare i soldi per una vacanza a Los Angeles.
Durante il viaggio a Los Angeles, Bo e Roy rapinano una stazione di servizio e picchiano il benzinaio con una chiave inglese e la pistola di rifornimento. Il giorno dopo, i ragazzi vanno sul lungomare, dove Roy lancia una bottiglia di birra vuota che colpisce in testa un'anziana donna (Helen Brown), ferendola alla fronte. Tre giovani donne (Claudia Templeton, Mary Tiffany e Marilou Conway) assistono alla scena e inseguono Bo e Roy fino a un parcheggio. Le donne danneggiano la loro auto nel tentativo di fermarli. Infuriato, Roy avvia l'auto, gira in tondo nel parcheggio con una delle donne ancora sul cofano: con una brusca frenata, la ragazza viene sbalzata via dal veicolo, dopodichè l'auto si allontana immediatamente. Dopo l'incidente, una delle donne trova il cane di Bo e Roy e legge la sua targhetta identificativa, che permette loro di scoprire la provenienza dei due violenti.
Durante una visita a La Brea Tar Pits, Bo esprime il desiderio che il mondo possa perdere ogni regola e ordine, anche solo per un giorno. Roy accetta e trascorrono la serata per le strade di Los Angeles, compiendo atti criminali.
Gli incontri successivi portano ad altre morti, tra cui un uomo gay incontrato in un bar, Chris, una giovane coppia (Richard Pachorek e Lesa Lee) e una donna di nome Angie Baker, che Roy uccide mentre fa sesso con Bo. Alla fine i due vengono rintracciati e trovati dalla Polizia di Los Angeles e inseguiti in un centro commerciale. Dopo aver tentato, senza successo, di rubare alcune armi, Bo cerca di convincere Roy ad arrendersi. Roy rifiuta e ordina a Bo di dargli la pistola così che possa andarsene con un momento di gloria. Bo rifiuta e spara a Roy quando cerca di portargli via la pistola. La polizia arresta Bo e gli chiede perché abbia ucciso il suo amico. Bo risponde che doveva farlo. Bo viene quindi portato via mentre i giornalisti lo fotografano.